# Cruz del Roque

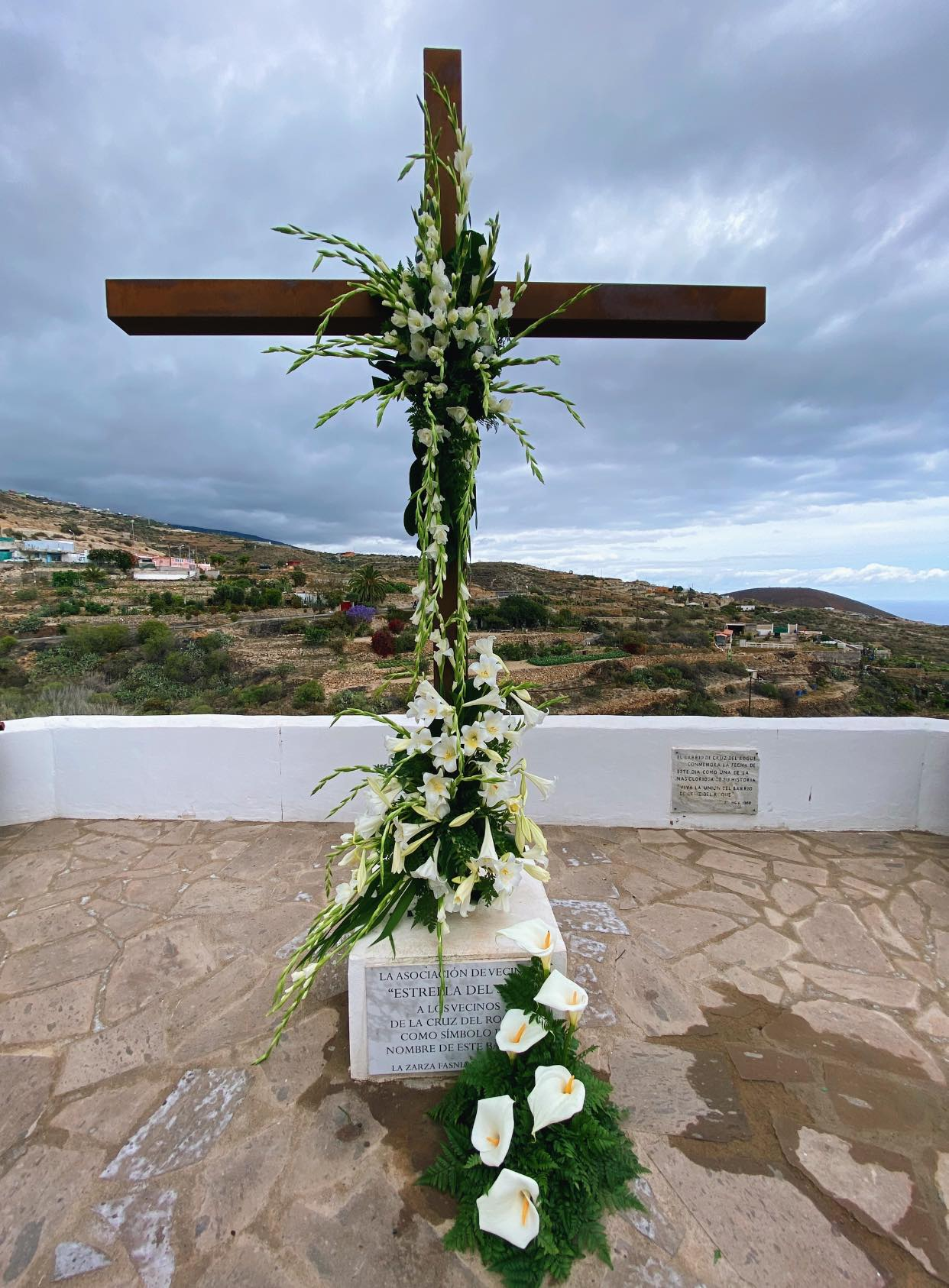
Cruz enramada

Cruz del Roque es una de las entidades de población que conforman el municipio de Fasnia, en la provincia de Santa Cruz de Tenerife ―Canarias, España―.

## Geografía
Cruz del Roque es un barrio con viviendas diseminadas por todo su territorio. Está ubicado a unos cuatro kilómetros de la capital municipal y a una altitud de unos 380 m s. n. m.

## Demografía
| Año        | 2000 | 2005 | 2010 | 2015 | 2020 |
| ---------- | ---- | ---- | ---- | ---- | ---- |
| Habitantes | 171  | 203  | 224  | 249  | 254  |

## Fiestas
El día 3 de mayo se celebran actos en honor a la invención de la Santa Cruz. Es organizada por la Asociación Vecinal Cruz del Roque y cuenta con la colaboración de la parroquia y el ayuntamiento.

## Asociacionismo popular
La Cruz del Roque cuenta con una asociación vecinal denominada «Asociación Vecinal Cruz del Roque». Los vecinos y vecinas del barrio se organizan en esta asociación con los objetivos de organizar y celebrar actividades de ocio y culturales.

## Comunicaciones
Se accede al barrio por la carretera general del Sur TF-28 y por el camino de La Guerra.

### Transporte público
La Cruz del Roque cuenta con un servicio de transporte a la demanda, mediante microbuses, denominado Tuwawa —ofrecido por TITSA— que realiza funciones de transporte público dentro del municipio. 
En guagua ―autobús― queda conectado mediante las siguientes líneas de TITSA:
| Línea | Trayecto                        | Recorrido     |
| ----- | ------------------------------- | ------------- |
| 032   | Güímar - Las Eras - La Sombrera | Horario/Línea |
| 033   | Güímar - Fasnia - La Sombrera   | Horario/Línea |

## Lugares de interés
- Ruinas de la iglesia vieja de Fasnia, siglo xvii